# Karkar
Karkar eller Qarqar var en forntida assyrisk stad som låg vid floden Orontes i dagens Syrien. Vid Karkar utspelades Slaget vid Karkar år 854 eller 853 f.Kr..